# 喜瀬川
喜瀬川（きせがわ）は、兵庫県加古郡稲美町〜加古川市〜加古郡播磨町を流れる独立水系の河川である。

## 概要
水源は加古郡稲美町岡の長法池で、阿閇（あえ）漁港の脇で播磨灘（瀬戸内海）に注いでいる。河川管理上の水源は長法池だが、長法池は1891年（明治24年）に完成した淡河疎水を受け1894年（明治27年）に整備されたもので、喜瀬川本流は長法池の先で淡河疎水の森安・手中支線と直結もしている。
また長法池には、神戸市西区を流れる山田川疎水岩岡支線が筒井藤左衛門池・白蛇池・又左ェ門池を経て流入している。さらに長法池より下流でも、手中・森安支線流末の溝ヶ沢池や天満大池から給水されており、人工河川（用水路）としては淡山疎水・東播用水水系に組み込まれてもいる。
喜瀬川は江戸時代には土山川・野添川、明治時代初期には本庄川・阿閇川と呼ばれており、1900年（明治33年）に喜瀬川の名称が定められた。また、加古郡稲美町岡で流れを堰き止め造成した新仏池から上流は、枯川とも呼ばれる。
天満大池合流点や稲美町・加古川市の境界に設けられた分水流は明石市魚住町清水一帯の田を潤し、加古川市平岡町土山には流れを堰き止めた新川池がある。
長法池は終戦直後に発生した阿久根台風で決壊し喜瀬川流域に氾濫し、2.5キロ下流の蓮池（播磨町立蓮池小学校脇）までも決壊させ、濁流は海に到達した。

## 流域の関連施設
- 大中遺跡 - 弥生時代から古墳時代にかけての集落遺跡で、喜瀬川の水利を活かした稲作が行われていたと推測される
- 喜瀬川親水公園 - 山陽電鉄本線播磨町駅脇から山陽新幹線高架橋下にかけて整備されている北緯34度43分3.67秒 東経134度52分7.88秒

## 関係施設位置
- 長法池北緯34度44分21.74秒 東経134度56分9.49秒
- 新仏池北緯34度43分49.75秒 東経134度54分48.5秒
- 新川池北緯34度43分38.04秒 東経134度53分41.72秒

## 主な橋梁
下流から上流へ向かう順番
- 本荘橋（兵庫県道718号明石高砂線）
- 住吉橋（兵庫県道553号別府平岡線）
- 天満橋（兵庫県道84号宗佐土山線）
- 枯川橋（兵庫県道378号六分一神出線）

### 補詳
1. ↑  森安・手中の両支線は喜瀬川の古源流の一つと推測される涸れ川痕を開削したため、他の分水より河川的な様相・規模で、周辺田圃の浸透水が還流したり、雨水排水を集約しており水量が安定している

### 水系ため池
1. ↑  この界隈には明神池・寺山池・大沢池・竜池・新池、第二神明道路を越え鳥池・小池、さらに国道2号を越え皿池・稗沢池、山陽本線を越え|清水川から取水した用水と合流し鴻池・小池・湯ノ池・新池（東二見池ノ上公園）を形成、また山陽新幹線を越え山陽電鉄本線西二見駅前の更池・大池など多くのため池が点在する。
2. ↑  新川池から取水された用水はJR神戸線土山駅直下を潜り抜け、明石市で野々池・小池、播磨町で北池・秋ヶ池などを形成するが、これらの地域は住宅造成地となり灌漑目的ではほとんど使われなくなっている。
3. ↑  加古川市と加古郡播磨町の境界に設けられた取水口からは播磨町内で蓮池、山陽電鉄本線を越え向ヶ池・大池を形成する。